# Neptis alwina
Neptis alwina är en fjärilsart som beskrevs av Bremer 1853. Neptis alwina ingår i släktet Neptis och familjen praktfjärilar. Inga underarter finns listade i Catalogue of Life.